# ミライズエネチェンジ
ミライズエネチェンジ株式会社（Miraiz ENECHANGE Ltd.）は、東京都中央区に本社を置き、電気自動車（EV）の充電サービスなどを手掛けている企業。中部電力グループの企業であり、中部電力ミライズの子会社。

## 概要
ENECHANGEは、直轄で電気自動車（EV）の充電サービスなどを手掛けてきた。しかし、2024年に発覚した不適切会計により、2023年12月期において債務超過に転落するなど財務面が悪化していた。このため、ENECHANGEはEVインフラの拡充に外部資本を導入する事にした。
ENECHANGEと中部電力ミライズは2025年1月24日、ENECHANGEが手掛けているEV充電サービス事業を、ENECHANGEと中部電力ミライズの合弁事業へ移行する事、3月10日付でENECHANGEが1月24日に設立したEV充電サービス承継株式会社へ会社分割により譲渡する事並びにEV充電サービス承継の株式51%を中部電力ミライズへ譲渡する事を発表した。
EV充電サービス承継は2025年3月10日付で、ミライズエネチェンジ株式会社に商号変更したと同時に、ENECHANGEからEV充電サービス事業を会社分割により譲受した。ミライズエネチェンジ株式の51%は中部電力ミライズへ譲渡されたと同時に、ミライズエネチェンジは中部電力ミライズの子会社となった。ENECHANGEの子会社であったENECHANGE EVラボ株式会社も中部電力ミライズの孫会社となった。

## 沿革
- 2025年
  - 1月24日 - EV充電サービス承継株式会社として設立。
  - 3月10日 - ミライズエネチェンジ株式会社に商号変更。ENECHANGEからEV充電サービス事業を会社分割により譲受したと同時に、中部電力ミライズの子会社となる。